# Cantón La Troncal
La Troncal, antes conocida como Rircay es un cantón de Ecuador poblada con 70.000 habitantes, su localización se encuentra en la región 6 centro-sur del país, régimen costa de la provincia de Cañar, se ubica en la zona vial (La Y) dirigida hacia Guayaquil, Cuenca y Machala.
Este  poblado ha surgido por la agricultura de caña de azúcar cuyo icono la caracteriza, alberga a uno de los ingenios azucareros más productivos del país.
Ecuador es un paraíso turístico y La Troncal ostenta su belleza natural que se puede apreciar en sus balnearios de aguas termales rodeados de montañas, ríos, cascadas y establecimientos de hospedaje, recreación, abrazados por la flora y la fauna silvestre.
La Troncal también es una ciudad que ha tenido un incremento considerable en la población en los últimos 20 años, creciendo incluso un 49% con respecto al último censo generado en el año 2001, ampliando fuentes de empleo e impulsando el deporte, con el equipo de la ciudad, “La Troncal FC”.

## Historia
Sucedió hace más de 69 años por la década de 1950, familias conformadas por gente humilde, hombres y mujeres agricultores emigraron de diferentes lugares del país y se apoderaron de tierras en los bordes de las vías, en la unión de Duran-Tambo y PuertoInca-Machala, la unión de estas dos vías forman la Y, convirtiendo este lugar en un campamento intercomunicador de líneas de transporte terrestre y para comercio entre las ciudades de la costa con las de la sierra como Cuenca, Azogues, Guayaquil y Machala . El crecimiento poblacional y el acelerado proceso de urbanización fue notorio desde aquel entonces convirtiéndose en lo que hoy conocemos como La Troncal.
- Colonización: comprende la primera mitad del siglo XX. Es la época en que se produce el descenso de buscadores de tierra, para la constitución de “Haciendas de los Calientes” del Cañar y, de trabajadores agrícolas para las plantaciones cacaoteras y arroceras del litoral centro-sur.

- Integración regional: situada cronológicamente en los años cincuenta, en los que se construye las carreteras Durán-Tambo y La Troncal-Naranjal, posibilitando o facilitando las interrelaciones de la región Andina austral con las costeñas provincias del Guayas y El Oro.

- Agro-industrial: en los años sesenta se constituye o instala el ingenio Azucarero Aztra, que readecúa el régimen hacendario y el uso de suelo agrícola en su área de influencia inmediata y se configuran los primeros núcleos urbanos constitutivos de la localidad de La Troncal.

- Poblamiento consolidado: se inicia en los años setenta en la que se perfila la actual imagen de la cabecera cantonal con asentamientos poblacionales estables en ciudades o cooperativas de viviendas ubicadas en cada lado de la vía Durán-Tambo y, Durán-Machala, mientras en los bordes de estas carreteras se sitúan los principales establecimientos comerciales, profesionales, etc.

### Masacre de Aztra
El cantón fue el escenario de la Masacre de Aztra, evento ocurrido el 18 de octubre del año 1977 y que dejó más de cien víctimas mortales luego de que la Policía Nacional del Ecuador abriera fuego contra los trabajadores del ingenio azucarero Aztra y sus familiares, quienes se encontraban en huelga como forma de exigir mejoras salariales. Los hechos ocurrieron durante el tiempo de la dictadura del Consejo Supremo de Gobierno de Ecuador y los responsables nunca fueron juzgados.

## Geografía
La Troncal se encuentra en la Zona occidental, en las llanuras de los Andes a no más de 200 m s. n. m. dentro de las siguientes coordenadas geográficas: latitud sur 2º28’22’’ y 2º30’05’’ y longitud oeste 79º14’14’’ y 79º31’45’’. La jurisdicción cantonal abarca alrededor de 100.000 ha, ocupando el tercer lugar de la extensión de la provincia del Cañar. Subdivididas en la siguiente forma: Parroquia La Troncal 50.483,4 ha . Parroquia Manuel de J. Calle, 20.000,8 ha y Parroquia Pancho Negro 20.549,8 ha 

### Clima
el Cantón La Troncal está ubicado en el piso altitudinal S Tropical, con temperaturas que oscilan entre 18 °C y 24 °C, los datos climáticos presentados ratifican la presencia de dos estaciones muy marcadas: Época lluviosa (diciembre - mayo) con una temperatura promedio de 25.3 °C , en la que se registra mayor pluviosidad; y la época seca (junio - noviembre) con una temperatura de 23.9 °C en la que se registran menores pluviosidades. La humedad relativa del ambiente es alta, presentándose casi todo el año, con una media anual de 87%. Según la clasificación climática de Köppen en el cantón predomina el clima Tropical Monzónico.
- Zonas de Vida: La formación ecológica predominante corresponde a la conocida como bosque húmedo tropical, cuyas características climáticas típicas son: temperatura media anual de 25 °C; pluviosidad media de 2.000 mm y altitudes que oscilan entre 0 y 100 m s. n. m. Bosque muy seco tropical y Zona de transición con bosque seco tropical, estas zonas pertenecen al área de la parroquia de Pancho Negro. La máxima precipitación ocurre de enero a abril. Este periodo de copiosas lluvias se debe a la influencia de la zona de convergencia intertropical y de la corriente del Niño. Se encuentra desde 5msnm. hasta la cota de 300m, con una temperatura media anual de 23 °C a 26 °C. La precipitación promedio es de 500 a 1,000 mm. En el área del río Tisay, se puede observar la formación de bosque Premontano, recibiendo precipitaciones mayores a 1.000 mm pero menores a 1.500 mm.

### Hidrografía
Microcuenca del Río Cañar: Río Tigsay: influencia sobre un espacio estimado de 2900 ha, Estero Zhucay, estero Pogyos y río Patul, con una extensión de 11.900 ha, aproximadamente. / Microcuenca del Río Bulubulu: Río Yanayacu y estero Azul: 2500 ha, aproximadamente Esteros Victoria y Burcados: 2100 ha, aproximadamente
- Edafología: Suelos franco-arenosos, franco- arcillosos, arenosos, ferruginosos.

### Límites
- Norte: cantón El Triunfo (Guayas) y parroquia General Morales (Cañar)
- Sur: parroquia San Antonio (Cañar) y parroquia San Carlos (Naranjal - Guayas), a la altura del río Cañar
- Este: parroquia Chontamarca (Cañar)
- Oeste: cantones El Triunfo, Taura y Naranjal de la provincia del Guayas.

## Política
Territorialmente, el Cantón La Troncal está organizada en una parroquia urbana, mientras que existen 2 parroquias rurales con las que complementa el aérea total del Cantón La Troncal. El término "parroquia" es usado en el Ecuador para referirse a territorios dentro de la división administrativa municipal.
La localidad y el cantón La Troncal, al igual que las demás localidades ecuatorianas, se rige por una municipalidad según lo previsto en la Constitución de la República. El Gobierno Autónomo Descentralizado Municipal de La Troncal, es una entidad de gobierno seccional que administra el cantón de forma autónoma al gobierno central. La municipalidad está organizada por la separación de poderes de carácter ejecutivo representado por el alcalde, y otro de carácter legislativo conformado por los miembros del concejo cantonal.
La Municipalidad de La Troncal, se rige principalmente sobre la base de lo estipulado en los artículos 253 y 264 de la Constitución Política de la República y en la Ley de Régimen Municipal en sus artículos 1 y 16, que establece la autonomía funcional, económica y administrativa de la Entidad.

### Alcaldía
El poder ejecutivo de la ciudad es desempeñado por un ciudadano con título de Alcalde del Cantón La Troncal, el cual es elegido por sufragio directo en una sola vuelta electoral, sin fórmulas o binomios en las elecciones municipales. El vicealcalde no es elegido de la misma manera, ya que una vez instalado el Concejo Cantonal se elegirá entre los ediles un encargado para aquel cargo. El alcalde y el vicealcal duran cuatro años en sus funciones, y en el caso del alcalde, tiene la opción de reelección inmediata o sucesiva. El alcalde es el máximo representante de la municipalidad y tiene voto dirimente en el concejo cantonal, mientras que el vicealcalde realiza las funciones del alcalde de modo suplente mientras no pueda ejercer sus funciones el alcalde titular.
El alcalde o alcaldesa cuenta con su propio gabinete de administración municipal mediante múltiples direcciones de nivel de asesoría, de apoyo y operativo. Los encargados de aquellas direcciones municipales son designados por el propio alcalde. Actualmente, la alcaldesa de La Troncal es Miriam Castro, elegida para el periodo 2023 - 2027.

### Concejo cantonal
El poder legislativo del cantón es ejercido por el Concejo Cantonal de La Troncal el cual es un pequeño parlamento unilateral que se constituye al igual que en los demás cantones mediante la disposición del artículo 253 de la Constitución Política Nacional. De acuerdo a lo establecido en la rnos autónomos descentralizados y regímenes especiales - Artículo 253.</ref>
La Troncal posee 7 concejales, los cuales son elegidos mediante sufragio (Sistema D'Hondt) y duran en sus funciones cuatro años pudiendo ser reelegidos indefinidamente. De los siete ediles, 5 representan a la población urbana mientras que 2 representas a las 2 parroquias rurales. El alcalde y el vicealcalde presiden el concejo en sus sesiones. Al recién instalarse el concejo cantonal por primera vez los miembros eligen de entre ellos un designado para el cargo de vicealcalde de la ciudad.

## División Política
El cantón se divide en parroquias que pueden ser urbanas o rurales y son representadas por los Gobiernos Parroquiales ante la Alcaldía de La Troncal. 

### Parroquia urbana
- La Troncal

Parroquias rurales
- Manuel J. Calle
- Pancho Negro

## Cultura
Los habitantes del cantón tienen costumbres y tradiciones diversificadas porque no solo predominó las culturas autóctonas sino también costumbres producto de la emigración principalmente hacia Estados Unidos y España, ciudadanos que iban y venían especialmente en la época de 1990 - 2000 y hasta la actualidad, instaurando en la juventud desde aquel entonces ideas liberales, de derecho, equidad, libertad social y de dinamismo económico; también se produjo la Inmigración de ciudadanos que llegaron desde  Venezuela, Colombia y Perú. El Troncaleño moderno es descomplicado, le gusta trabajar, estudiar, vestir bien para salir a farrear, así mismo emprender viajes por otros sitios del país y debido a la cercanía con Guayaquil aprovecha de las ventajas que le brinda la gran ciudad.
Algo importante que posee el ciudadano Troncaleño es que se encuentra en la Costa, pero su historia y la cercanía a la sierra se encuentra bastante arraigada en su cultura, por lo que muchas personas de la serranía ecuatoriana han emigrado a este cantón y se han asentado dando como resultado una mezcla de dialectos, gastronomía, vestimenta, gustos musicales; aunque si le preguntas a alguien de La Troncal, siempre te dirá que se siente más identificado como costeño.
- → La Gastronomía del plato troncaleño está enriquecida por los mariscos principalmente: ceviche o encebollado de pescado, camarón o concha se encuentra en los restaurantes, fondas o carretas conocidas como los ‘agachaditos’, también se halla Sango de Pescado, sancocho, caldo de cangrejo y hasta boyos; Por lo general la comida criolla es la característica principal de todos los ilustres platos que también incluyen asados de carnes de vaca, cerdo o pollo a la parrilla, además también se deleita de humitas, allacas, pan, dulces, helados, etc.
- → El Deporte característico es el fútbol, el Basketball, el Vóley practicado por hombres y mujeres, aunque últimamente el atletismo ha tenido una relevancia fundamental sobre todo por las campañas de salubridad que se han ejecutado; También se practica otro tipo de deportes como el bmx, motocross, parapente, Patinaje FreeStyle Skate y el clásico póker.
- → ARQUITECTURA Y ARTE: Edificios, Iglesias, Parques, Museos, Bibliotecas, Galerías, Paisajismo, etc.
- → DANZA Y MÚSICA: Folclore nacional, Pasillos, Cumbia.

## Economía y turismo
Al viajar a La Troncal hay que darse tiempo para vivir una aventura única, los troncaleños son gente hospitalaria de actitudes humildes muy apegadas a la religión e influenciadas por las culturas serranas y costeras; puede hospedarse en cualquiera de los hoteles y empezar hacer un recorrido por el mercado central donde encuentra tiendas de comercio artesanal y víveres, también puede visitar balnearios, restaurantes, cabañas, en la noche visitar bares o discotecas y los fines de semana darse tiempo para practicar deportes extremos.

Los medios de comunicación, información y prensa generan información que guía al colectivo social de manera positiva y/o negativa dentro del Cantón,las mismas que ayudan a obtener una recolección informativa de lo que sucede a diario en la ciudad, pues al ser una ciudad con menos de 100 mil habitantes a veces puede llegar a ser común que no sea necesario un medio tecnológico para saber una noticia nueva.
Canales comunicativos:
- Canal de Television (multicanal) CBVision
- Periódico Impacto
- RTRTV Televisión http://www.rtrtv.ec
- Radio Troncal Stereo
- Radio Estelar
- Radio Caribe
- Radio JP
- RTR Radio Online https://rtrtv.ec/rtr-radio/
- Periódico "El troncaleño"
- Revista Informativa "El Vocero"

## Deporte
El deporte principal de la ciudad es el fútbol, contando con varios parques deportivos para la práctica del mismo. Además de un estadio que alberga a 4000 personas, donde hace de local el club “La Troncal FC”.

## Estadio
El cantón La Troncal cuenta con un estadio deportivo, para actividades como atletismo y fútbol, tiene una capacidad aproximada para 4000 personas, el estadio es un escenario con medidas reglamentadas y está fundado desde el año 2006 bajo el nombre de Estadio Municipal de La Troncal, en donde se ha albergado varios partidos de local de la Segunda Categoría del fútbol profesional, partidos provinciales de Aso Cañar y partidos del Ascenso Nacional.
Los equipos que pertenecen o hacen de local en la ciudad son:
- La Troncal FC
- Grupo Alcivar
- Udinense
- Cañar FC